# KNVB Beker 2024/25 (vrouwen amateurvoetbal)
De KNVB Beker vrouwen amateurvoetbal ging op 31 augustus 2024 van start met de eerste ronde en eindigde op Hemelvaartsdag donderdag 29 mei 2025 met de finale. Saestum won die finale op eigen terrein met 1–0 van DTS Ede.

## Landelijke beker
Deelnemers waren de vrouwenelftallen uitkomend in de Topklasse, Hoofdklassen en Eerste klassen. FC Berghuizen, Bergen, RKHVV en Woezik namen niet deel.
De eerste ronde werd gespeeld in poulevorm. Elke poule bestond in principe uit vier, maar minimaal drie elftallen, die een halve competitie afwerkten. De 22 poulewinnaars plaatsen zich rechtstreeks voor de derde ronde. De beste 20 nummers 2 plaatsen zich voor de tweede ronde. De elftallen uitkomend in de Eerste klassen die zich niet wisten te plaatsen vielen terug naar de Districtsbeker van hun district. De vier halve finalisten gingen tevens door naar de eerste ronde van de KNVB Beker vrouwen.

### Wedstrijden

#### Eerste ronde
Groep A
| Pos | Team        | Wed | W | G | V | Ptn | DV | DT | +/− | Kwalificatie |
| --- | ----------- | --- | - | - | - | --- | -- | -- | --- | ------------ |
| 1   | Wartburgia  | 2   | 2 | 0 | 0 | 6   | 10 | 1  | +9  | Derde ronde  |
| 2   | WV-HEDW     | 2   | 1 | 0 | 1 | 3   | 3  | 8  | −5  | Tweede ronde |
| 3   | Reiger Boys | 2   | 0 | 0 | 2 | 0   | 3  | 7  | −4  |              |
| 4   | Bergen      | 0   | 0 | 0 | 0 | 0   | 0  | 0  | 0   |              |

Groep B
| Pos | Team         | Wed | W | G | V | Ptn | DV | DT | +/− | Kwalificatie |
| --- | ------------ | --- | - | - | - | --- | -- | -- | --- | ------------ |
| 1   | DSS          | 3   | 3 | 0 | 0 | 9   | 10 | 2  | +8  | Derde ronde  |
| 2   | Ajax (am.)   | 3   | 2 | 0 | 1 | 6   | 9  | 6  | +3  | Tweede ronde |
| 3   | Ter Leede-2  | 3   | 1 | 0 | 2 | 3   | 1  | 5  | −4  |              |
| 4   | Wartburgia-2 | 3   | 0 | 0 | 3 | 0   | 0  | 7  | −7  |              |

Groep C
| Pos | Team        | Wed | W | G | V | Ptn | DV | DT | +/− | Kwalificatie |
| --- | ----------- | --- | - | - | - | --- | -- | -- | --- | ------------ |
| 1   | Ter Leede   | 3   | 3 | 0 | 0 | 9   | 12 | 6  | +6  | Derde ronde  |
| 2   | DSS-2       | 3   | 2 | 0 | 1 | 6   | 10 | 5  | +5  | Tweede ronde |
| 3   | RCL         | 3   | 1 | 0 | 2 | 3   | 7  | 8  | −1  |              |
| 4   | Forum Sport | 3   | 0 | 0 | 3 | 0   | 4  | 14 | −10 |              |

Groep D
| Pos | Team          | Wed | W | G | V | Ptn | DV | DT | +/− | Kwalificatie |
| --- | ------------- | --- | - | - | - | --- | -- | -- | --- | ------------ |
| 1   | FC Rijnvogels | 3   | 2 | 1 | 0 | 7   | 15 | 4  | +11 | Derde ronde  |
| 2   | Barendrecht   | 3   | 2 | 0 | 1 | 6   | 5  | 9  | −4  | Tweede ronde |
| 3   | ARC           | 3   | 0 | 2 | 1 | 2   | 7  | 8  | −1  |              |
| 4   | Spirit        | 3   | 0 | 1 | 2 | 1   | 4  | 10 | −6  |              |

Groep E
| Pos | Team             | Wed | W | G | V | Ptn | DV | DT | +/− | Kwalificatie |
| --- | ---------------- | --- | - | - | - | --- | -- | -- | --- | ------------ |
| 1   | Berkel           | 3   | 2 | 0 | 1 | 6   | 11 | 2  | +9  | Derde ronde  |
| 2   | Sparta Rotterdam | 3   | 2 | 0 | 1 | 6   | 13 | 7  | +6  | Tweede ronde |
| 3   | IJzendijke       | 3   | 2 | 0 | 1 | 6   | 8  | 8  | 0   |              |
| 4   | XerxesDZB        | 3   | 0 | 0 | 3 | 0   | 4  | 19 | −15 |              |

Groep F
| Pos | Team          | Wed | W | G | V | Ptn | DV | DT | +/− | Kwalificatie |
| --- | ------------- | --- | - | - | - | --- | -- | -- | --- | ------------ |
| 1   | De Jodan Boys | 3   | 3 | 0 | 0 | 9   | 11 | 3  | +8  | Derde ronde  |
| 2   | UVV           | 3   | 2 | 0 | 1 | 6   | 6  | 3  | +3  | Tweede ronde |
| 3   | SSS           | 3   | 1 | 0 | 2 | 3   | 2  | 6  | −4  |              |
| 4   | IJFC          | 3   | 0 | 0 | 3 | 0   | 2  | 9  | −7  |              |

Groep G
| Pos | Team             | Wed | W | G | V | Ptn | DV | DT | +/− | Kwalificatie |
| --- | ---------------- | --- | - | - | - | --- | -- | -- | --- | ------------ |
| 1   | Saestum          | 3   | 3 | 0 | 0 | 9   | 12 | 3  | +9  | Derde ronde  |
| 2   | Odysseus '91     | 3   | 1 | 1 | 1 | 4   | 5  | 7  | −2  |              |
| 3   | IJsselmeervogels | 3   | 0 | 2 | 1 | 2   | 5  | 6  | −1  |              |
| 4   | Sporting '70     | 3   | 0 | 1 | 2 | 1   | 3  | 9  | −6  |              |

Groep H
| Pos | Team            | Wed | W | G | V | Ptn | DV | DT | +/− | Kwalificatie |
| --- | --------------- | --- | - | - | - | --- | -- | -- | --- | ------------ |
| 1   | FC Eindhoven AV | 3   | 3 | 0 | 0 | 9   | 12 | 2  | +10 | Derde ronde  |
| 2   | Saestum-2       | 3   | 2 | 0 | 1 | 6   | 10 | 7  | +3  | Tweede ronde |
| 3   | Sparta Nijkerk  | 3   | 0 | 1 | 2 | 1   | 3  | 8  | −5  |              |
| 4   | SDC Putten      | 3   | 0 | 1 | 2 | 1   | 3  | 11 | −8  |              |

Groep I
| Pos | Team    | Wed | W | G | V | Ptn | DV | DT | +/− | Kwalificatie |
| --- | ------- | --- | - | - | - | --- | -- | -- | --- | ------------ |
| 1   | DTS Ede | 2   | 2 | 0 | 0 | 6   | 8  | 1  | +7  | Derde ronde  |
| 2   | DZC '68 | 2   | 1 | 0 | 1 | 3   | 5  | 8  | −3  | Tweede ronde |
| 3   | AZSV    | 2   | 0 | 0 | 2 | 0   | 2  | 6  | −4  |              |
| 4   | RKHVV   | 0   | 0 | 0 | 0 | 0   | 0  | 0  | 0   |              |

Groep J
| Pos | Team          | Wed | W | G | V | Ptn | DV | DT | +/− | Kwalificatie |
| --- | ------------- | --- | - | - | - | --- | -- | -- | --- | ------------ |
| 1   | HZVV          | 2   | 2 | 0 | 0 | 6   | 7  | 4  | +3  | Derde ronde  |
| 2   | Klarenbeek    | 2   | 1 | 0 | 1 | 3   | 7  | 5  | +2  | Tweede ronde |
| 3   | Bergentheim   | 2   | 0 | 0 | 2 | 0   | 3  | 8  | −5  |              |
| 4   | FC Berghuizen | 0   | 0 | 0 | 0 | 0   | 0  | 0  | 0   |              |

Groep K
| Pos | Team              | Wed | W | G | V | Ptn | DV | DT | +/− | Kwalificatie |
| --- | ----------------- | --- | - | - | - | --- | -- | -- | --- | ------------ |
| 1   | ACV               | 3   | 3 | 0 | 0 | 9   | 22 | 2  | +20 | Derde ronde  |
| 2   | Heerenveense Boys | 3   | 2 | 0 | 1 | 6   | 8  | 6  | +2  | Tweede ronde |
| 3   | Be Quick '28-2    | 3   | 1 | 0 | 2 | 3   | 4  | 13 | −9  |              |
| 4   | Oranje Nassau-2   | 3   | 0 | 0 | 3 | 0   | 3  | 16 | −13 |              |

Groep L
| Pos | Team              | Wed | W | G | V | Ptn | DV | DT | +/− | Kwalificatie |
| --- | ----------------- | --- | - | - | - | --- | -- | -- | --- | ------------ |
| 1   | Be Quick '28      | 2   | 2 | 0 | 0 | 6   | 9  | 2  | +7  | Derde ronde  |
| 2   | Stiens            | 2   | 1 | 0 | 1 | 3   | 3  | 8  | −5  | Tweede ronde |
| 3   | Sint Annaparochie | 2   | 0 | 0 | 2 | 0   | 4  | 6  | −2  |              |

Groep M
| Pos | Team               | Wed | W | G | V | Ptn | DV | DT | +/− | Kwalificatie |
| --- | ------------------ | --- | - | - | - | --- | -- | -- | --- | ------------ |
| 1   | Oranje Nassau      | 2   | 2 | 0 | 0 | 6   | 12 | 0  | +12 | Derde ronde  |
| 2   | The Knickerbockers | 2   | 1 | 0 | 1 | 3   | 2  | 7  | −5  | Tweede ronde |
| 3   | Helpman            | 2   | 0 | 0 | 2 | 0   | 1  | 8  | −7  |              |

Groep N
| Pos | Team           | Wed | W | G | V | Ptn | DV | DT | +/− | Kwalificatie |
| --- | -------------- | --- | - | - | - | --- | -- | -- | --- | ------------ |
| 1   | Buitenveldert  | 3   | 2 | 0 | 1 | 6   | 7  | 6  | +1  | Derde ronde  |
| 2   | AFC            | 3   | 1 | 2 | 0 | 5   | 5  | 4  | +1  | Tweede ronde |
| 3   | Zaandijk       | 3   | 1 | 1 | 1 | 4   | 8  | 5  | +3  |              |
| 4   | Always Forward | 3   | 0 | 1 | 2 | 1   | 3  | 8  | −5  |              |

Groep O
| Pos | Team     | Wed | W | G | V | Ptn | DV | DT | +/− | Kwalificatie |
| --- | -------- | --- | - | - | - | --- | -- | -- | --- | ------------ |
| 1   | ADO '20  | 2   | 2 | 0 | 0 | 6   | 6  | 3  | +3  | Derde ronde  |
| 2   | Hoogland | 2   | 1 | 0 | 1 | 3   | 7  | 4  | +3  | Tweede ronde |
| 3   | Velsen   | 2   | 0 | 0 | 2 | 0   | 1  | 7  | −6  |              |

Groep P
| Pos | Team         | Wed | W | G | V | Ptn | DV | DT | +/− | Kwalificatie |
| --- | ------------ | --- | - | - | - | --- | -- | -- | --- | ------------ |
| 1   | Bavel        | 3   | 3 | 0 | 0 | 9   | 13 | 1  | +12 | Derde ronde  |
| 2   | Beerse Boys  | 3   | 2 | 0 | 1 | 6   | 6  | 6  | 0   | Tweede ronde |
| 3   | OJC Rosmalen | 3   | 1 | 0 | 2 | 3   | 5  | 8  | −3  |              |
| 4   | FC Tilburg   | 3   | 0 | 0 | 3 | 0   | 4  | 13 | −9  |              |

Groep Q
| Pos | Team              | Wed | W | G | V | Ptn | DV | DT | +/− | Kwalificatie |
| --- | ----------------- | --- | - | - | - | --- | -- | -- | --- | ------------ |
| 1   | FC Eindhoven AV-2 | 3   | 3 | 0 | 0 | 9   | 20 | 0  | +20 | Derde ronde  |
| 2   | Nooit Gedacht     | 3   | 2 | 0 | 1 | 6   | 6  | 6  | 0   | Tweede ronde |
| 3   | HVCH              | 3   | 1 | 0 | 2 | 3   | 4  | 10 | −6  |              |
| 4   | Alverna           | 3   | 0 | 0 | 3 | 0   | 1  | 15 | −14 |              |

Groep R
| Pos | Team           | Wed | W | G | V | Ptn | DV | DT | +/− | Kwalificatie |
| --- | -------------- | --- | - | - | - | --- | -- | -- | --- | ------------ |
| 1   | UDI'19         | 2   | 2 | 0 | 0 | 6   | 6  | 1  | +5  | Derde ronde  |
| 2   | Nuenen-2       | 2   | 0 | 1 | 1 | 1   | 3  | 4  | −1  | Tweede ronde |
| 3   | FC Eindhoven-3 | 2   | 0 | 1 | 1 | 1   | 4  | 8  | −4  |              |

Groep S
| Pos | Team         | Wed | W | G | V | Ptn | DV | DT | +/− | Kwalificatie |
| --- | ------------ | --- | - | - | - | --- | -- | -- | --- | ------------ |
| 1   | Orion        | 3   | 3 | 0 | 0 | 9   | 13 | 2  | +11 | Derde ronde  |
| 2   | Trekvogels   | 3   | 2 | 0 | 1 | 6   | 11 | 5  | +6  | Tweede ronde |
| 3   | Rood-Wit '62 | 3   | 1 | 0 | 2 | 3   | 2  | 14 | −12 |              |
| 4   | SSS'18       | 3   | 0 | 0 | 3 | 0   | 2  | 7  | −5  |              |

Groep T
| Pos | Team                  | Wed | W | G | V | Ptn | DV | DT | +/− | Kwalificatie |
| --- | --------------------- | --- | - | - | - | --- | -- | -- | --- | ------------ |
| 1   | Schaesberg            | 2   | 2 | 0 | 0 | 6   | 3  | 0  | +3  | Derde ronde  |
| 2   | SVO DVC'16 (SCG/Keer) | 2   | 0 | 1 | 1 | 1   | 2  | 3  | −1  |              |
| 3   | RKHBS                 | 2   | 0 | 1 | 1 | 1   | 2  | 4  | −2  |              |

Groep U
| Pos | Team           | Wed | W | G | V | Ptn | DV | DT | +/− | Kwalificatie |
| --- | -------------- | --- | - | - | - | --- | -- | -- | --- | ------------ |
| 1   | Nuenen         | 3   | 3 | 0 | 0 | 9   | 17 | 1  | +16 | Derde ronde  |
| 2   | Wittenhorst    | 3   | 2 | 0 | 1 | 6   | 6  | 10 | −4  | Tweede ronde |
| 3   | ST Someren/NWC | 3   | 0 | 1 | 2 | 1   | 2  | 7  | −5  |              |
| 4   | FSG            | 3   | 0 | 1 | 2 | 1   | 1  | 8  | −7  |              |

Groep V
| Pos | Team          | Wed | W | G | V | Ptn | DV | DT | +/− | Kwalificatie |
| --- | ------------- | --- | - | - | - | --- | -- | -- | --- | ------------ |
| 1   | Victoria Boys | 2   | 1 | 1 | 0 | 4   | 4  | 2  | +2  | Derde ronde  |
| 2   | VDZ           | 2   | 1 | 1 | 0 | 4   | 5  | 4  | +1  | Tweede ronde |
| 3   | Witkampers    | 2   | 0 | 0 | 2 | 0   | 2  | 5  | −3  |              |
| 4   | Woezik        | 0   | 0 | 0 | 0 | 0   | 0  | 0  | 0   |              |

#### Tweede ronde
| Datum      | Team                  | Uitslag | Team               |
| ---------- | --------------------- | ------- | ------------------ |
| 26 oktober | Klarenbeek            | 3 – 1   | Saestum-2          |
| 26 oktober | UVV                   | 1 – 2   | WV-HEDW            |
| 26 oktober | Ajax (am.)            | 4 – 0   | Stiens             |
| 26 oktober | Nuenen-2              | 2 – 1   | DSS-2              |
| 26 oktober | Jong Sparta Rotterdam | 4 – 2   | The Knickerbockers |
| 26 oktober | Barendrecht           | 6 – 3   | VDZ                |
| 26 oktober | Nooit Gedacht         | 0 – 2   | Heerenveense Boys  |
| 26 oktober | DZC '68               | w/o     | Wittenhorst        |
| 27 oktober | AFC                   | 0 – 1   | Beerse Boys        |
| 27 oktober | Hoogland              | 1 – 2   | Trekvogels         |

#### Derde ronde
| Datum       | Team              | Uitslag             | Team                  |
| ----------- | ----------------- | ------------------- | --------------------- |
| 14 december | Barendrecht       | 0 – 6               | DSS                   |
| 14 december | Berkel            | 2 – 3               | Klarenbeek            |
| 14 december | Ter Leede         | 3 – 2               | Oranje Nassau         |
| 14 december | DTS Ede           | 6 – 1               | WV-HEDW               |
| 14 december | DZC '68           | 1 – 6               | Jong Sparta Rotterdam |
| 14 december | Ajax (am.)        | 4 – 2               | Be Quick '28          |
| 14 december | Beerse Boys       | 0 – 0 (n.v.) w.n.s. | De Jodan Boys         |
| 14 december | Wartburgia        | w/o                 | Schaesberg            |
| 14 december | Trekvogels        | 2 – 3               | HZVV                  |
| 14 december | Saestum           | 3 – 0               | ADO '20               |
| 14 december | Nuenen-2          | 1 – 4               | ACV                   |
| 14 december | Heerenveense Boys | 1 – 3               | Orion                 |
| 14 december | Nuenen            | 0 – 5               | FC Rijnvogels         |
| 14 december | Buitenveldert     | 1 – 7               | FC Eindhoven AV       |
| 15 december | UDI'19            | 2 – 0               | Victoria Boys         |
| 15 december | Bavel             | 3 – 0               | FC Eindhoven AV-2     |

#### Achtste finales
| Datum      | Team          | Uitslag | Team                  |
| ---------- | ------------- | ------- | --------------------- |
| 11 januari | Saestum       | 2 – 0   | Jong Sparta Rotterdam |
| 11 januari | Klarenbeek    | 2 – 4   | Ter Leede             |
| 11 januari | FC Rijnvogels | 1 – 2   | FC Eindhoven AV       |
| 11 januari | DTS Ede       | w/o     | De Jodan Boys         |
| 11 januari | HZVV          | w/o     | Wartburgia            |
| 11 januari | Ajax (am.)    | 1 – 2   | Bavel                 |
| 18 januari | Orion         | 0 – 5   | DSS                   |
| 18 januari | UDI'19        | 2 – 3   | ACV                   |

#### Kwartfinales
| Datum      | Team       | Uitslag | Team            |
| ---------- | ---------- | ------- | --------------- |
| 18 januari | Wartburgia | 1 – 3   | DTS Ede         |
| 18 januari | Ter Leede  | 3 – 0   | FC Eindhoven AV |
| 18 januari | Bavel      | 1 – 6   | Saestum         |
| 25 januari | ACV        | 2 – 3   | DSS             |

#### Halve finales
| Datum    | Team    | Uitslag | Team      |
| -------- | ------- | ------- | --------- |
| 19 april | DSS     | 1 – 2   | Saestum   |
| 19 april | DTS Ede | 3 – 2   | Ter Leede |

#### Finale
| Datum                   | Team    | Uitslag | Team    |
| ----------------------- | ------- | ------- | ------- |
| 29 mei, terrein Saestum | Saestum | 1 – 0   | DTS Ede |

## Districtsbekers
Aan de Districtsbekers (Groep 2) namen de vrouwenelftallen uit het betreffende district deel die uitkwamen in de Tweede en Derde klassen. (Elftallen uitkomend in de Vierde klassen en lager speelden om de Districtsbekers (Groep 3)).
De eerste ronde werd gespeeld in poulevorm. Elke poule bestond uit vier, maar minimaal drie elftallen, die een halve competitie afwerkten. De poulewinnaars plaatsen zich voor de knock-outfase. Elftallen uitkomend in de Eerste klasse die in de poulefase van de landelijke beker werden uitgeschakeld stroomden in de knock-outfase van hun district in.

Bij gelijkspel in de knock-outfase werd de winnaar bepaald door middel van een strafschoppenserie, met uitzondering van een finale waar in dat geval eerst nog een verlenging werd gespeeld.
| Datum                  | Thuisclub            | Uitslag      | Uitclub             |
| Kwartfinales           | Kwartfinales         | Kwartfinales | Kwartfinales        |
| ---------------------- | -------------------- | ------------ | ------------------- |
| 29 maart               | Potetos              | 5-4          | FC Surhústerfean    |
| 29 maart               | Helpman              | 3-1          | Oranje Nassau-2     |
| 29 maart               | St. Annaparochie     | 7-1          | Heerenveense Boys-2 |
| 29 maart               | ST FC Meppel/Alcides | 1-2          | Amicitia VMC        |
| Halve finales          |                      |              |                     |
| 19 april               | Helpman              | 5-1          | Potetos             |
| 19 april               | Amicitia VMC         | 0-2          | St. Annaparochie    |
| Finale, terrein UDIROS |                      |              |                     |
| 31 mei                 | Helpman              | 1-0          | St. Annaparochie    |

| Datum                   | Thuisclub      | Uitslag          | Uitclub        |
| Kwartfinales            | Kwartfinales   | Kwartfinales     | Kwartfinales   |
| ----------------------- | -------------- | ---------------- | -------------- |
| 25 maart                | Be Quick '28-2 | 1-1 w.n.s. (2-4) | FC Berghuizen  |
| 26 maart                | SDC Putten     | 4-0              | Varsseveld     |
| 29 maart                | Dronten        | 3-1              | WVF            |
| 29 maart                | Beuningse Boys | 3-3 w.n.s. (5-4) | HHC Hardenberg |
| Halve finales           |                |                  |                |
| 19 april                | Beuningse Boys | 1-3              | Dronten        |
| 19 april                | SDC Putten     | 1-2              | Be Quick '28-2 |
| Finale, terrein VVG '25 |                |                  |                |
| 31 mei                  | Dronten        | 2-3              | Be Quick '28-2 |

| Datum                    | Thuisclub        | Uitslag                 | Uitclub          |
| Kwartfinales             | Kwartfinales     | Kwartfinales            | Kwartfinales     |
| ------------------------ | ---------------- | ----------------------- | ---------------- |
| 15 februari              | Hoofddorp        | 1-5                     | DVVA             |
| 15 februari              | Hillegom         | 0-6                     | FC Purmerend     |
| 22 februari              | IJsselmeervogels | 6-3                     | Sporting '70-2   |
| 6 maart                  | CJVV             | 1-2                     | Velsen           |
| Halve finales            |                  |                         |                  |
| 29 maart                 | Velsen           | 5-1                     | FC Purmerend     |
| 2 april                  | DVVA             | 0-9                     | IJsselmeervogels |
| Finale, terrein De Meern |                  |                         |                  |
| 31 mei                   | IJsselmeervogels | 3-3 (n.v.) w.n.s. (3-5) | Velsen           |

| Datum               | Thuisclub         | Uitslag      | Uitclub      |
| Kwartfinales        | Kwartfinales      | Kwartfinales | Kwartfinales |
| ------------------- | ----------------- | ------------ | ------------ |
| 25 maart            | Foreholte         | 0-3          | Forum Sport  |
| 25 maart            | De Jonge Spartaan | 0-1          | SSS          |
| 29 maart            | Zevenhoven        | 0-4          | ARC          |
| 29 maart            | VVOR              | 2-0          | Quick Boys   |
| Halve finales       |                   |              |              |
| 19 april            | SSS               | 1-2          | VVOR         |
| 19 april            | Forum Sport       | 2-3          | ARC          |
| Finale, terrein ARC |                   |              |              |
| 31 mei              | ARC               | 0-1          | VVOR         |

| Datum                         | Thuisclub              | Uitslag          | Uitclub           |
| Kwartfinales                  | Kwartfinales           | Kwartfinales     | Kwartfinales      |
| ----------------------------- | ---------------------- | ---------------- | ----------------- |
| 14 december                   | ST Unitas/GJS/Heukelum | 2-4              | Sleeuwijk         |
| 14 december                   | Kloetinge              | 3-1              | SC Gastel         |
| 15 december                   | Geldrop                | 2-2 w.n.s. (5-4) | FC Eindhoven AV-3 |
| 15 december                   | FC Tilburg             | 3-1              | OJC Rosmalen      |
| Halve finales                 |                        |                  |                   |
| 26 januari                    | Geldrop                | 1-3              | Sleeuwijk         |
| 22 februari                   | Kloetinge              | 2-1              | FC Tilburg        |
| Finale, terrein Achilles Veen |                        |                  |                   |
| 29 mei                        | Kloetinge              | 0-1              | Sleeuwijk         |

| Datum                  | Thuisclub             | Uitslag          | Uitclub               |
| Kwartfinales           | Kwartfinales          | Kwartfinales     | Kwartfinales          |
| ---------------------- | --------------------- | ---------------- | --------------------- |
| 15 december            | Avanti '31            | 2-2 w.n.s. (6-7) | HVCH                  |
| 15 december            | EVVC                  | 4-1              | Rood-Wit '62          |
| 15 december            | SVO DVC'16 (SCG/Keer) | 3-0              | RKHBS                 |
| 15 december            | SSS'18                | 1-2              | Baarlo                |
| Halve finales          |                       |                  |                       |
| 26 januari             | EVVC                  | 0-0 w.n.s. (6-7) | SVO DVC'16 (SCG/Keer) |
| 17 april               | Baarlo                | 1-3              | HVCH                  |
| Finale, terrein UDI'19 |                       |                  |                       |
| 29 mei                 | HVCH                  | 0-1              | SVO DVC'16 (SCG/Keer) |